# Rafael Fiziev
Rafael Fiziev (Korday, Jambyl, Cazaquistão, 5 de março de 1993) é um lutador de artes marciais mistas azerbaijano nascido no Cazaquistão, atualmente competindo na divisão leve do Ultimate Fighting Championship.

## Carreira no MMA

### Início de carreira
Fiziev fez sua estréia profissional no MMA em 2015. Ele lutou em promoções regionais asiáticas como o ROAD FC e a promoção americana Titan FC antes de assinar com o UFC .

### Ultimate Fighting Championship
Em sua estreia, Fiziev enfrentou Magomed Mustafaev em 20 de abril de 2019, no UFC Fight Night 149. Fiziev  perdeu a luta por nocaute técnico no primeiro round. 
Fiziev enfrentou Alex White em 26 de outubro de 2019, no UFC on ESPN+ 20. Ele venceu a luta por decisão unânime. 
Fiziev enfrentou Marc Diakiese , substituindo Alan Patrick em 19 de julho de 2020, no UFC Fight Night 172. [  venceu a luta por decisão unânime.  Esta luta lhe rendeu o prêmio de Luta da Noite . 
Em 5 de agosto de 2020, Fiziev anunciou em suas redes sociais que havia assinado um novo contrato de quatro lutas com o UFC. 
Ele estava programado para enfrentar Renato Moicano em 28 de novembro de 2020, no UFC na ESPN: Blaydes vs. Lewis .  No entanto, Moicano desistiu em 28 de novembro após testar positivo para COVID-19 e a luta foi remarcada para o UFC 256. Fiziev venceu a luta por nocaute técnico no primeiro round.  Essa vitória lhe rendeu seu primeiro prêmio de Performance da Noite . 
Fiziev enfrentou Bobby Green em 7 de agosto de 2021, no UFC 265. Venceu a luta por decisão unânime.  Esta luta lhe rendeu o prêmio de Luta da Noite . 
Ele enfrentou Brad Riddell no UFC na ESPN 31 em 4 de dezembro de 2021.  Ele venceu a luta por nocaute no terceiro round.  Essa vitória lhe rendeu o prêmio de Performance da Noite . 
Fiziev estava programado para enfrentar Rafael dos Anjos em 19 de fevereiro de 2022, no UFC Fight Night 201.  No entanto, a luta foi adiada para o UFC 272 devido a problemas de visto com Fiziev.  Uma semana antes do evento, Fiziev foi novamente forçado a se retirar devido ao teste positivo para COVID-19  e foi substituído por Renato Moicano .  A luta foi remarcada pela terceira vez para o UFC na ESPN 39 em 9 de julho de 2022.  Fiziev venceu a luta por nocaute no quinto round.  Esta vitória lhe rendeu o prêmio de Performance da Noite . 
Fiziev enfrentou o ex- campeão interino dos leves do UFC Justin Gaethje em 18 de março de 2023, no UFC 286. Fiziev perdeu a luta por decisão majoritária.  Esta luta lhe rendeu o prêmio bônus de Luta da Noite . 
Fiziev enfrentou o ex- campeão peso leve da KSW e campeão peso pena da KSW Mateusz Gamrot em 23 de setembro de 2023, no UFC Fight Night 228. Ele perdeu a luta por nocaute técnico devido a uma lesão no joelho no segundo round. 
Fiziev supostamente enfrentaria Mateusz Gamrot em uma revanche em 1º de fevereiro de 2025 no UFC Fight Night 250. No entanto, a luta nunca foi oficialmente agendada para o evento. 
Substituindo o lesionado Dan Hooker, Fiziev enfrentou Justin Gaethje em uma revanche em 8 de março de 2025 no UFC 313. Fiziev perdeu a luta por decisão unânime.  Esta luta lhe rendeu outro prêmio de Luta da Noite . 
Fiziev enfrentou Ignacio Bahamondes em 21 de junho de 2025 no UFC on ABC 8.  E venceu a luta por decisão unânime. 
Fiziev está programado para enfrentar Charles Oliveira no evento principal em 11 de outubro de 2025, no UFC Fight Night 261 . 

## Campeonatos e realizações

### Artes marciais mistas
- Ultimate Fighting Championship
  - Luta da noite (uma vez) vs. Marc Diakiese
  - Performance da Noite (uma vez) vs. Renato Moicano

## Cartel no MMA
| Cartel no MMA   |             |           |
| 12 lutas        | 11 vitórias | 1 derrota |
| Por nocaute     | 7           | 1         |
| Por finalização | 1           | 0         |
| Por decisão     | 3           | 0         |

| Res.    | Cartel | Oponente                  | Método                                 | Evento                                      | Data       | Round | Tempo | Local             | Notas                 |
| ------- | ------ | ------------------------- | -------------------------------------- | ------------------------------------------- | ---------- | ----- | ----- | ----------------- | --------------------- |
| Derrota | 12-4   | Justin Gaethje            | Decisão (unânime)                      | UFC 313: Pereira vs. Ankalaev               | 08/03/2025 | 3     | 5:00  | Las Vegas, Nevada | Luta da Noite.        |
| Derrota | 12-3   | Mateusz Gamrot            | Nocaute Técnico (lesão)                | UFC Fight Night: Fiziev vs. Gamrot          | 23/09/2023 | 2     | 2:03  | Las Vegas, Nevada |                       |
| Derrota | 12-2   | Justin Gaethje            | Decisão (majoritária)                  | UFC 286: Edwards vs. Usman 3                | 18/03/2023 | 3     | 5:00  | Londres           | Luta da Noite.        |
| Vitória | 12-1   | Rafael dos Anjos          | Nocaute (socos)                        | UFC on ESPN: dos Anjos vs. Fiziev           | 09/07/2022 | 5     | 0:18  | Las Vegas, Nevada | Performance da Noite. |
| Vitória | 11-1   | Brad Riddell              | Nocaute (chute rodado)                 | UFC on ESPN: Font vs. Aldo                  | 04/12/2021 | 3     | 2:20  | Las Vegas, Nevada | Performance da Noite. |
| Vitória | 10-1   | Bobby Green               | Decisão (unânime)                      | UFC 265: Lewis vs. Gane                     | 07/08/2021 | 3     | 5:00  | Houston, Texas    | Luta da Noite.        |
| Vitória | 9-1    | Renato Moicano            | Nocaute (socos)                        | UFC 256: Figueiredo vs. Moreno              | 12/12/2020 | 1     | 4:05  | Las Vegas, Nevada | Performance da Noite. |
| Vitória | 8-1    | Marc Diakiese             | Decisão (unânime)                      | UFC Fight Night: Figueiredo vs. Benavidez 2 | 18/07/2020 | 3     | 5:00  | Abu Dhabi         | Luta da Noite.        |
| Vitória | 7-1    | Alex White                | Decisão (unânime)                      | UFC Fight Night: Maia vs. Askren            | 26/10/2019 | 3     | 5:00  | Kallang           |                       |
| Derrota | 6-1    | Magomed Mustafaev         | Nocaute Técnico (chute rodado e socos) | UFC Fight Night: Overeem vs. Oleinik        | 20/04/2019 | 1     | 1:26  | São Petersburgo   | Estreia no UFC.       |
| Vitória | 6-0    | Nurzhan Tutaev            | Nocaute (chute no corpo)               | Titan FC 51                                 | 21/12/2018 | 2     | 0:51  | Almaty            |                       |
| Vitória | 5-0    | Nandin-Erdene Munguntsooj | Nocaute (chute na cabeça e socos)      | ROAD FC 45                                  | 23/12/2017 | 1     | 0:58  | Seoul             |                       |
| Vitória | 4-0    | Seung Yeon Kim            | Nocaute Técnico (joelhadas e socos)    | ROAD FC 39                                  | 10/06/2017 | 1     | 4:23  | Seoul             |                       |
| Vitória | 3-0    | Suraj Bahadur             | Nocaute (socos)                        | Primal FC: Dark Moon Rising                 | 24/03/2017 | 1     | 2:30  | Phuket            |                       |
| Vitória | 2-0    | Gunduz Nabiev             | Finalizaçaão (mata leão)               | Boroda FC                                   | 10/10/2016 | 1     | 3:40  | Bishkek           |                       |
| Vitória | 1-0    | Sam Bastin                | Nocaute (joelhada voadora)             | W.I.N FC                                    | 18/07/2015 | 1     | N/A   | Shenzhen          | Estreia nos Leves.    |